# All-Ireland Senior Football Championship 1974
L'All-Ireland Senior Football Championship 1974 fu l'edizione numero 88 del principale torneo di calcio gaelico irlandese. Dublino batté in finale Galway ottenendo la diciottesima vittoria della sua storia.

## Semifinali
| Dublino 11 agosto 1974 | Dublino | 2-11 – 1-08 | Cork | Croke Park |

| Dublino 18 agosto 1974 | Galway | 3-13 – 1-14 | Donegal | Croke Park |

### Finale
| Dublino 28 settembre 1974 | Dublino | 0-14 – 1-06 | Galway | Croke Park (71898 spett.) |